# Mozambico ai Giochi olimpici
Il Mozambico ha partecipato per la prima volta ai Giochi olimpici nel 1980.
Gli atleti mozambicani hanno vinto due medaglie ai Giochi olimpici estivi, entrambe con Maria Mutola, mentre non hanno mai partecipato ai Giochi olimpici invernali.
Il Comitato Olimpico Nazionale del Mozambico venne creato e riconosciuto nel 1979.

## Medaglieri

### Medaglie alle Olimpiadi estive
| Giochi              | Oro | Argento | Bronzo | Totale |
| ------------------- | --- | ------- | ------ | ------ |
| Mosca 1980          | 0   | 0       | 0      | 0      |
| Los Angeles 1984    | 0   | 0       | 0      | 0      |
| Seoul 1988          | 0   | 0       | 0      | 0      |
| Barcellona 1992     | 0   | 0       | 0      | 0      |
| Atlanta 1996        | 0   | 0       | 1      | 1      |
| Sydney 2000         | 1   | 0       | 0      | 1      |
| Atene 2004          | 0   | 0       | 0      | 0      |
| Pechino 2008        | 0   | 0       | 0      | 0      |
| Londra 2012         | 0   | 0       | 0      | 0      |
| Rio de Janeiro 2016 | 0   | 0       | 0      | 0      |
| Tokyo 2020          | 0   | 0       | 0      | 0      |
| Parigi 2024         | 0   | 0       | 0      | 0      |
| Totale              | 1   | 0       | 1      | 2      |

### Medagliati
| Medaglia | Atleta       | Edizione     | Sport            | Evento          |
| -------- | ------------ | ------------ | ---------------- | --------------- |
| Bronzo   | Maria Mutola | Atlanta 1996 | Atletica leggera | 800 metri donne |
| Oro      | Maria Mutola | Sydney 2000  | Atletica leggera | 800 metri donne |